# Herrera de Valdivielso
Herrera de Valdivielso, también conocida como Herrera de Caderechas, es una localidad española de la provincia de Burgos, que pertenece a la comunidad autónoma de Castilla y León. En ella se encuentra la comarca de La Bureba. El actual partido judicial de Briviesca era uno de los 14 partidos que formaba la Intendencia de Burgos, en el que está el ayuntamiento de Rucandio.

## Situación administrativa
En las elecciones locales de 2011 correspondientes a esta Entidad Local Menor concurrió la candidatura de Luis Irigoyen, que resultó vencedor.

## Historia
El lugar denominado entonces Herrera en el Partido alto, uno de los cuatro en que se dividía la Merindad de Valdivielso en el Corregimiento de las Merindades de Castilla la Vieja, una jurisdicción de realengo con regidor pedáneo.
Con la caída del Antiguo Régimen quedó agregado al municipio de Merindad de Valdivielso, en el partido de Villarcayo, perteneciente a la región de Castilla la Vieja.

## Parroquia
Iglesia católica de San Cosme y San Damián, dependiente de la parroquia de Madrid de las Caderechas en el Arciprestazgo de Oca-Tirón, arquidiócesis de Burgos.